# ときめきとちぎ
『ときめきとちぎ』は、NHK宇都宮放送局で2012年4月6日から2018年3月16日まで放送されていた地域情報番組。

## 概要
夕方のニュース番組『とちぎ640』とともに開始となる県域のテレビ番組である。2018年3月16日をもって約6年の歴史に幕を下ろし、同年4月6日からは11:30 - 11:50には東京から『ひるまえほっと〜関東甲信越〜』をネット。11:50 - 11:59.55に本番組の事実上の後継番組となる県域ミニ情報番組『ちょこトチ!』を放送する。

## 放送日時
栃木県内の総合テレビ　毎週金曜 11:30〜11:59.55
備考
- 11:54〜11:57は東京発の全国気象情報、11:57〜終了は番組内で県内の気象情報。
- 他の平日と金曜11:30迄は引き続き『こんにちはいっと6けん』『ひるまえ ほっと』を放送するが、最後の県内気象情報だけは他の平日も放送される。
- 国会や春・夏の高校野球、台風・大雨などの災害/重大な事件事故の特設ニュースがあった場合は休止され、気象情報だけとなる場合がある。
- 祝日と重なった場合は県内の気象情報も含めて放送がない。

## 出演者
- NHK宇都宮放送局のキャスターによる持ち回り